# Llista de biblioteques nacionals i estatals

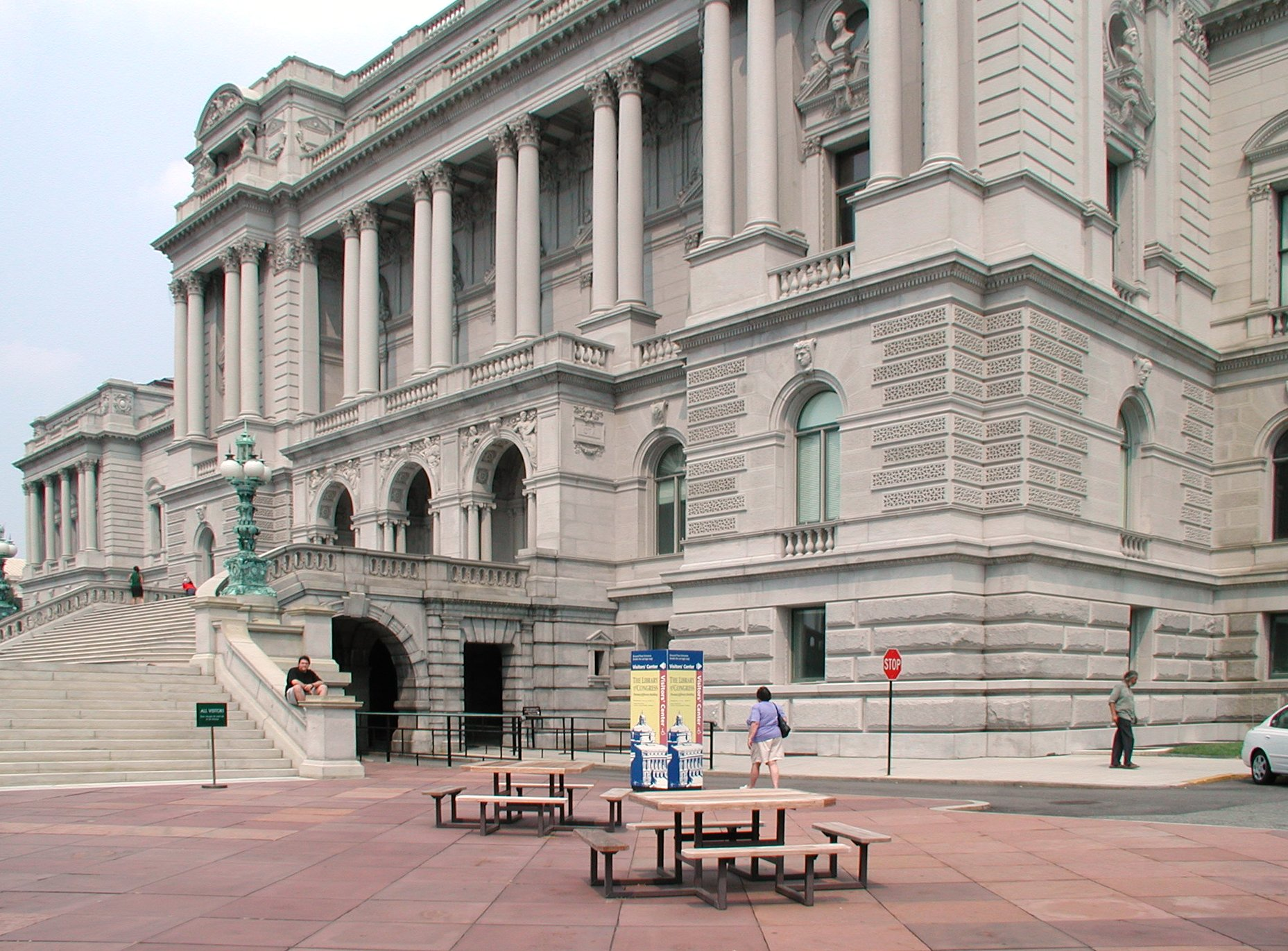
Estats Units d'Amèrica. Biblioteca del Congrés dels Estats Units, Thomas Jefferson Building

Les biblioteques nacionals són creades pels governs dels estats i nacions per servir com a dipòsit d'informació rellevant dels països als quals donen servei. A diferència de les biblioteques públiques, poques vegades permeten als ciutadans agafar llibres en préstec, ja que la seva funció principal és la preservació del patrimoni documental tant en format analògic com digital. Sovint, inclouen nombroses obres rares, valuoses o importants del país; com la Bíblia de Gutenberg. Les biblioteques nacionals solen destacar per la seva mida, en comparació amb la d'altres biblioteques del mateix país. Algunes biblioteques nacionals poden ser temàtiques o especialitzades en algunes àrees específiques, i poden coexistir amb la biblioteca nacional "principal".
Algunes nacions sense estat que no són independents, però que desitgen preservar la seva cultura específica, han creat una biblioteca nacional amb tots els atributs d'aquestes institucions, com ara el dipòsit legal.
Moltes biblioteques nacionals cooperen dins de la Secció de Biblioteques Nacionals de la Federació Internacional d'Associacions i Institucions Bibliotecàries (IFLA) per debatre sobre les seves tasques comunes, definir i promoure normes comunes, i dur a terme projectes que els ajudin a complir les seves funcions. Les biblioteques nacionals d'Europa participen a The European Library. Aquest és un servei de la Conferència de Bibliotecaris Nacionals Europeus (CENL).

La llista següent s'organitza alfabèticament per països, d'acord amb la llista d'estats sobirans, incloent-hi al final la secció "altres estats", per a estats no sobirans. Un "♦" indica una biblioteca nacional d'un país constituent o d'un estat dependent. Apareix a l'estat sobirà que governa aquesta entitat. Els estats sobirans s'enumeren fins i tot quan no tenen biblioteca nacional o quan encara no es podia comprovar l'existència i el nom d'una biblioteca nacional. Altres estats, països constituents i estats dependents només apareixen a la llista si tenen una biblioteca nacional.

## Biblioteques nacionals
- A
- B
- C
- D
- E
- F
- G
- H
- I
- J
- K
- L
- M
- N
- O
- P
- Q
- R
- S
- T
- U
- V
- W
- Y
- Z

### A
| Pais                                                                                               | Pais              | Biblioteca                                                                                  | Ciutat              | Dipòsit legal | Font                      |
| -------------------------------------------------------------------------------------------------- | ----------------- | ------------------------------------------------------------------------------------------- | ------------------- | ------------- | ------------------------- |
| | Abkhazia          | Vegeu sota Altres estats                                                                    |                     |               |                           |
| | Afghanistan       | Biblioteca Nacional de l'Afganistan                                                         | Kabul               |               |                           |
| | Illes Aland       | Vegeu sota Finlàndia                                                                        |                     |               |                           |
| | Albania           | Biblioteca Nacional d'Albània (Biblioteka Kombëtare e Shqipërisë)                           | Tirana              |               | [ 1 ]                     |
| | Alemanya          | Biblioteca Naconal Alemanya (Deutsche Nationalbibliothek)                                   | Frankfurt i Leipzig | Sí            | [ 2 ]                     |
| Biblioteca Nacional alemanya d'Economia (Deutsche Zentralbibliothek für Wirtschaftswissenschaften) | Alemanya          | Kiel i Hamburg                                                                              |                     | [ 3 ]         |                           |
| Biblioteca Nacional alemanya de Medicina (Deutsche Zentralbibliothek für Medizin)                  | Alemanya          | Colònia i Bonn                                                                              |                     | [ 4 ]         |                           |
| Biblioteca Nacional alemanya de Ciència i Tecnologia (Technische Informationsbibliothek)           | Alemanya          | Hannover                                                                                    | Sí                  | [ 6 ]         |                           |
| Deutsche Staatsbibliothek (Staatsbibliothek zu Berlin)                                             | Alemanya          | Berlin                                                                                      | Sí                  | [ 7 ]         |                           |
| | Algeria           | Biblioteca Nacional d'Algèria (Bibliothèque nationale d'Algérie (المكتبة الوطنية الجزائرية) | Alger               |               | [ 8 ] [ Enllaç no actiu ] |
| | Andorra           | Biblioteca Nacional d'Andorra (Biblioteca Nacional d'Andorra)                               | Andorra la Vella    |               | [ 9 ]                     |
| | Angola            | Biblioteca Nacional d'Angola                                                                | Luanda              |               | [ 10 ]                    |
| | Antigua I Barbuda | Biblioteca Nacional de Antigua i Barbuda                                                    | St. John's          |               | [ 11 ]                    |
| | Aràbia Saudita    | Biblioteca Nacional Rei Fahd (مكٺبة الملك فهد الوطنية)                                      | Riad                |               |                           |
| | Argentina         | Biblioteca Nacional de la República Argentina                                               | Buenos Aires        |               | [ 12 ]                    |
| | Armenia           | Biblioteca Nacional d'Armènia (Հայաստանի ազգային գրադարան)                                  | Erevan              |               | [ 13 ]                    |
| | Aruba             | Veure sota PaÏsos Baixos                                                                    |                     |               |                           |
| | Australia         | Biblioteca Nacional d'Austràlia                                                             | Canberra            | Sí            | [ 15 ]                    |
| | Austria           | Biblioteca Nacional d'Àustria (Österreichische Nationalbibliothek)                          | Viena               |               | [ 16 ]                    |
| | Azerbaijan        | Biblioteca Nacional de l'Azergaidjan (Axundov anunciına Azərbaycan Milli Kitabxanası)       | Bakú                |               | [ 17 ]                    |

### B
| Pais | Pais                   | Biblioteca | Ciutat              | Dipòsit legal | Font   |
| --- | ---------------------- | --- | ------------------- | ------------- | ------ |
| | Bahamas                | Biblioteca de la Universitat de Bahames (de facto)                                                                       | Nassau              |               | [ 18 ] |
| | Bahrain                | Biblioteca Nacional Shaikh Isa bin Salman Al Khalifa (المكتبة الشيخ عيسى بن سلمان الخليفة الوطنية)                       | Juffair             |               | [ 19 ] |
| | Bangladesh             | Biblioteca Nacional de Bangladesh (বাংলাদেশ জাতীয় গ্রন্থাগার)                                                                      | Dhaka               |               | [ 20 ] |
| | Barbados               | Biblioteca Nacional de Barbados                                                                                          | Bridgetown          |               | [ 21 ] |
| | Bèlgica                | Biblioteca Reial de Bèlgica (Koninklijke Bibliotheek van België = Bibliothèque royale de Belgique)                       | Brussel·les         |               | [ 22 ] |
| | Belize                 | Biblioteca Nacional de Belize                                                                                            | Belize City         |               | [ 23 ] |
| | Benin                  | Biblioteca Nacional de Benín (Bibliothèque nationale du Bénin)                                                           | Porto Novo          |               | [ 24 ] |
| | Bermuda                | Vegeu sota Regne Unit |                     |               |        |
| | Bhutan                 | Biblioteca Nacional de Bhután                                                                                            | Thimphu             |               | [ 25 ] |
| | Belarús                | Biblioteca Nacional de Belarús (Нацыянальная бібліятэка Беларусі)                                                        | Minsk               |               | [ 26 ] |
| | Bolivia                | Biblioteca i Arxiu Nacional de Bolívia (Archivo y Biblioteca Nacional de Bolívia)                                        | Sucre               |               | [ 27 ] |
| | Bosnia and Herzegovina | Biblioteca nacional i Universitària de Bosnia i Hercegovina (Nacionalna i univerzitetska biblioteka Bosne i Hercegovine) | Sarajevo            |               | [ 28 ] |
| Biblioteca Nacional i Universitària de la República de Srpska (Народна и универзитетска библиотека Републике Српске) | Bosnia and Herzegovina | Banja Luka |                     | [ 29 ]        |        |
| | Botswana               | Biblioteca Nacional de Botswana                                                                                          | Gaborone            |               | [ 30 ] |
| | Brasil                 | Biblioteca Nacional de Brasil (Fundação Biblioteca Nacional)                                                             | Rio de Janeiro      | Sí            | [ 32 ] |
| | Brunei                 | Biblioteca Dewan Bahasa dan Pustaka (Dewan Bahasa and Pustaka Brunei Library)                                            | Bandar Seri Begawan |               | [ 33 ] |
| | Bulgaria               | Biblioteca Nacional SS. Cyril i Methodius (Народна Библиотека Св. Св. Кирил и Методий)                                   | Sofia               |               | [ 34 ] |
| | Burkina Faso           | Biblioteca Nacional de Burkina Faso (Bibliothèque nationale du Burkina Faso)                                             | Ouagadougou         |               | [ 35 ] |
| | Burma (Myanmar)        | Biblioteca Nacional de Myanmar                                                                                           | Yangon              |               | [ 36 ] |
| | Burundi                | Biblioteca Nacional de Burundi (Bibliothèque nationale du Burundi)                                                       | Bujumbura           |               |        |

### C
| País | País                            | Biblioteca | Ciutat      | Dipòsit legal | Font   |
| --- | ------------------------------- | --- | ----------- | ------------- | ------ |
| | Cambodja                        | Biblioteca Nacional de Cambodja                                                                                           | Phnom Penh  |               | [ 37 ] |
| | Camerun                         | Biblioteca Nacional de Camerun (Bibliothèque nationale du Cameroun)                                                       | Yaoundé     |               | [ 38 ] |
| | Canadà                          | Biblioteca i Arxius del Canadà (Bibliothèque et Archives Canadà)                                                          | Ottawa      | Sí            | [ 40 ] |
| Institut per la Informació Científica i Tècnica de Canada (Institut canadien de l'informació scientifique et tècnica) | Canadà                          | | Ottawa      | [ 41 ]        |        |
| | ♦ Quebec                        | Biblioteca Nacional i Arxius de Quebec (Bibliothèque et Archives nationales du Québec)                                    | Mont-real   | Sí            | [ 43 ] |
| | Cap Verd                        | Biblioteca nacional de Cap Verd (Biblioteca Nacional de Cabo Verde)                                                       | Praia       |               | [ 44 ] |
| | Catalunya                       | Vegeu sota Espanya | Barcelona   |               |        |
| | República Centreafricana        | [La biblioteca nacional es va crear a nivell legislatiu però no existeix encara]                                          | Bangui      |               |        |
| | Xina                            | Biblioteca Nacional de la Xina (中国国家图书馆)                                                                           | Beijing     | Sí            | [ 48 ] |
| | ♦ Hong Kong                     | Biblioteca Central de Hong Kong (香港中央圖書館)                                                                          | Hong Kong   | Sí            | [ 50 ] |
| | ♦ Macau                         | Biblioteca Central de Macau (Biblioteca Central de Macau, 澳門中央圖書館)                                                 | Macau       |               | [ 51 ] |
| | Republica de la China (Taiwan)  | Veure sota Altres Estats                                                                                                  |             |               |        |
| | Colòmbia                        | Biblioteca Nacional de Colòmbia                                                                                           | Bogotá      | Sí            | [ 53 ] |
| | Comores                         | Centre Nacional de Documentació i de Recerca Científica                                                                   | Moroni      |               | [ 54 ] |
| | República del Congo             | Biblioteca Nacional del Poble (Bibliothèque nationale populaire)                                                          | Brazzaville |               |        |
| | República Democràtica del Congo | Biblioteca Nacional de la República Democràtica del Congo (Bibliothèque nationale de la République démocratique du Congo) | Kinshasa    |               |        |
| | Illes Cook                      | Veu sota Nova Zelanda |             |               |        |
| | Corea del Nord                  | Biblioteca Central Nacional de Corea del Nord                                                                             | Pyongyang   |               | [ 56 ] |
| | Corea del Sud                   | Biblioteca Nacional de Corea (국립중앙도서관)                                                                             | Séul        |               | [ 57 ] |
| Biblioteca Digital Nacional de Corea                                                                                  | Corea del Sud                   | | Séul        | [ 58 ]        |        |
| Biblioteca Infantil i Jovenil Nacional (국립어린이청소년도서관)                                                       | Corea del Sud                   | | Séul        | [ 59 ]        |        |
| | Costa Rica                      | Biblioteca Nacional Miguel Obregón Lizano                                                                                 | San José    |               | [ 60 ] |
| Biblioteca Nacional de Salut i Seguretat Social                                                                       | Costa Rica                      | | San José    | [ 61 ]        |        |
| | Costa d'Ivori                   | Biblioteca Nacional de Costa d'Ivori (Bibliothèque nationale de Côte d'Ivoire)                                            | Abidjan     |               |        |
| | Croàcia                         | Biblioteca Nacional i Universitària en Zagreb (Nacionalna i sveučilišna knjižnica u Zagrebu)                              | Zagreb      |               | [ 62 ] |
| | Cuba                            | Biblioteca Nacional de Cuba José Martí)                                                                                   | Habana      |               | [ 64 ] |

### D
| País                                                         | País                 | Biblioteca                                                                                              | Ciutat        | Dipòsit legal | Font   |
| ------------------------------------------------------------ | -------------------- | --- | ------------- | ------------- | ------ |
|                                                              | Dinamarca            | Biblioteca Reial Danesa (Det Kongelige Bibliotek)                                                       | Copenhaguen   | Si            | [ 66 ] |
| Biblioteca Estatal i Universitària Danesa (Statsbiblioteket) | Dinamarca            | Aarhus                                                                                                  | Sí            | [ 67 ]        |        |
|                                                              | ♦ Illes Fèroe        | Biblioteca Nacional de les Illes Fèroe (Føroya landsbókasavn)                                           | Tórshavn      |               | [ 68 ] |
|                                                              | ♦ Groenlàndia        | Biblioteca Pública i Nacional de Groenlàndia (Det Grønlandske Landsbibliotek = Nunatta Atuagaateqarfia) | Nuuk          |               | [ 69 ] |
|                                                              | Djibouti             | Centre de Documentació Nacional de Djibouti                                                             | Djibouti      |               |        |
|                                                              | Dominica             | Biblioteca Pública                                                                                      | Roseau        |               |        |
|                                                              | República Dominicana | Biblioteca Nacional Pedro Henríquez Ureña                                                               | Santo Domingo |               | [ 70 ] |

### E
| País                                                | País                   | Biblioteca                                                                 | Ciutat           | Dipòsit legal | Font   |
| --------------------------------------------------- | ---------------------- | -------------------------------------------------------------------------- | ---------------- | ------------- | ------ |
|                                                     | Equador                | Biblioteca Nacional de l'Equador                                           | Quito            |               | [ 71 ] |
|                                                     | Egipte                 | Biblioteca i Arxius Nacionals d'Egipte                                     | El Caire         |               | [ 72 ] |
| Biblioteca Agrícola Nacional Egípcia                | Egipte                 | Guiza                                                                      |                  | [ 73 ]        |        |
|                                                     | El Salvador            | Biblioteca Nacional de El Salvador (Biblioteca Nacional Francisco Gavidia) | San Salvador     |               | [ 74 ] |
|                                                     | Emirats Àrabs Units    | Biblioteca i Fundació Cultural Nacional dels Emirats Àrabs Units           | Abu Dhabi        |               | [ 75 ] |
|                                                     | Eritrea                | Centre de Recerca i Documentació d'Eritrea                                 | Asmara           |               | [ 76 ] |
|                                                     | Escòcia                | Vegeu sota; Regne Unit                                                     | Edinburgh        | Si            | [ 77 ] |
|                                                     | Estats Units d'Amèrica | Biblioteca del Congrés dels Estats Units                                   | Washington, D.C. | Sí            | [ 78 ] |
| Biblioteca Nacional d'Educació dels Estats Units    | Estats Units d'Amèrica |                                                                            | Washington, D.C. | [ 79 ]        |        |
| Biblioteca Nacional del Transport dels Estats Units | Estats Units d'Amèrica |                                                                            | Washington, D.C. | [ 80 ]        |        |
| Biblioteca Nacional de Medicina dels Estats Units   | Estats Units d'Amèrica | Bethesda                                                                   |                  | [ 81 ]        |        |
| Biblioteca Nacional d'Agricultura dels Estats Units | Estats Units d'Amèrica | Beltsville                                                                 |                  | [ 82 ]        |        |
|                                                     | Eslovàquia             | Biblioteca Nacional Eslovaca (Slovenská národná knižnica)                  | Martin           |               |        |
|                                                     | Eslovènia              | Biblioteca Nacional i UniverSítària (Narodna in univerzitetna knjižnica)   | Ljubljana        |               | [ 83 ] |
|                                                     | Espanya                | Biblioteca Nacional de España                                              | Madrid           |               | [ 84 ] |
|                                                     | ♦ Catalunya            | Biblioteca de Catalunya                                                    | Barcelona        |               | [ 84 ] |
|                                                     | Estònia                | Biblioteca Nacional d'Estònia (Eesti Rahvusraamatukogu)                    | Tallinn          | Sí            | [ 86 ] |
|                                                     | Etiòpia                | Biblioteca i Arxius Nacionals d'Etiòpia                                    | Addis Abeba      |               | [ 87 ] |

### F
| País | País          | Biblioteca                                                               | Ciutat    | DipòSít legal | Font   |
| ---- | ------------- | ------------------------------------------------------------------------ | --------- | ------------- | ------ |
|      | Iles Fèroe    | Vegeu sota Dinamarca                                                     |           |               |        |
|      | Fiji          | Servei Bibliotecari de Fiji                                              | Suva      |               | [ 88 ] |
|      | Filipines     | Biblioteca Nacional de les Filipines (Pambansang Aklatan ng Pilipinas)   | Manila    | Si            | [ 89 ] |
|      | Finlàndia     | Biblioteca Nacional de Finlàndia (Kansalliskirjasto = Nationalbibliotek) | Helsinki  |               | [ 90 ] |
|      | ♦ Illes Âland | Biblioteca Mariehamn (Mariehamns stadsbibliotek)                         | Mariehamn |               | [ 91 ] |
|      | França        | Biblioteca Nacional de França (Bibliothèque nationale de France)         | Paris     |               | [ 92 ] |

### G
| País | País              | Biblioteca | Ciutat              | Dipòsit legal | Font    |
| ---- | ----------------- | --- | ------------------- | ------------- | ------- |
|      | Gabon             | Biblioteca Nacional de Gabon (Direcció générale des Archives nationales, de la Bibliothèque nationale et de la Documentació gabonaise, DGABD) | Libreville          |               | [ 95 ]  |
|      | Gal·les           | Vegeu sota Regne Unit |                     |               |         |
|      | Gàmbia            | Biblioteca Nacional de Gàmbia | Banjul              |               | [ 96 ]  |
|      | Georgia           | Biblioteca Parlamentària Nacional de Geòrgia                                                                                                  | Tbilisi             |               | [ 97 ]  |
|      | Ghana             | Biblioteca de Recerca George (divisió de Oficina de les biblioteques de Ghana)                                                                | Accra               |               | [ 99 ]  |
|      | Grècia            | Biblioteca Nacional de Grècia (Εθνική Βιβλιοθήκη της Ελλάδος)                                                                                 | Atenes              |               | [ 100 ] |
|      | Groenlàndia       | Vegeu sota Dinamarca |                     |               |         |
|      | Grenada           | Biblioteca Pública de Grenada | Saint George's      |               |         |
|      | Guatemala         | Biblioteca Nacional de Guatemala (Biblioteca Nacional de Guatemala "Luis Cardoza y Aragón")                                                   | Ciutat de Guatemala |               | [ 101 ] |
|      | Guinea            | Biblioteca Nacional de Guinea (Bibliothèque nationale de Guinée)                                                                              | Conakry             |               | [ 102 ] |
|      | Guinea-Bissau     | Biblioteca Pública de l'INEP (Biblioteca Pública do Instituto Nacional de Estudos e Pesquisa, INEP)                                           | Bissau              |               | [ 103 ] |
|      | Guinea Equatorial | Biblioteca Nacional de Guinea Ecuatorial | Malabo              |               | [ 104 ] |
|      | Guyana            | Biblioteca Nacional de Guyana | Georgetown          |               | [ 105 ] |

### H
| País                                                                                     | País      | Biblioteca                                                       | Ciutat         | Dipòsit legal | Font    |
| ---------------------------------------------------------------------------------------- | --------- | ---------------------------------------------------------------- | -------------- | ------------- | ------- |
|                                                                                          | Haiti     | Biblioteca Nacional d'Haiti (Bibliothèque nationale d'Haïti)     | Port-au-Prince |               | [ 106 ] |
|                                                                                          | Hondures  | Biblioteca Nacional d'Hondures (Biblioteca Nacional de Honduras) | Tegucigalpa    |               | [ 107 ] |
|                                                                                          | Hong Kong | Vegeu a:China                                                    |                |               |         |
|                                                                                          | Hongria   | Biblioteca Nacional Széchényi (Országos Széchényi Könyvtár)      | Budapest       |               | [ 108 ] |
| Biblioteca Nacional i Universitària de Debrecen (Debreceni Egyetemi és Nemzeti Könyvtár) | Hongria   | Debrecen                                                         |                | [ 109 ]       |         |

### I
| País                                                                       | País                     | Biblioteca                                                                             | Ciutat    | Dipòsit legal | Font    |
| -------------------------------------------------------------------------- | ------------------------ | -------------------------------------------------------------------------------------- | --------- | ------------- | ------- |
|                                                                            | República del Iemen      | Biblioteca Nacional del Iemen                                                          | Aden      |               |         |
|                                                                            | Islàndia                 | Biblioteca Nacional i UniverSítària d'Islàndia (Landsbókasafn Íslands Háskólabókasafn) | Reykjavík | Sí            | [ 110 ] |
|                                                                            | India                    | Biblioteca Nacional de l'India                                                         | Calcuta   | Sí            | [ 111 ] |
|                                                                            | Indonesia                | Biblioteca Nacional d'Indonèsia (Perpustakaan Nasional Republik Indonesia)             | Jakarta   | Sí            | [ 112 ] |
|                                                                            | Iran                     | Biblioteca Nacional de l'Iran (Ketabkeneh -e- Melli -e- Iran)                          | Tehran    | Sí            | [ 113 ] |
| Biblioteca Nacional Marek (Ketabkeneh -e- Melli -e- Malek)                 | Iran                     |                                                                                        | Tehran    | [ 114 ]       |         |
|                                                                            | Iraq                     | Biblioteca i Arxiu Nacional de l'Irak                                                  | Baghdad   |               | [ 115 ] |
|                                                                            | Irlanda                  | Biblioteca Nacional d'Irlanda = Leabharlann Náisiúnta na hÉireann                      | Dublin    |               | [ 116 ] |
|                                                                            | Illa de Man              | Vegeu sota Regne Unit                                                                  |           |               |         |
|                                                                            | Illes Salomó             | Biblioteca i Servei Bibliotecari Nacional de les Illes Solomon                         | Honiara   |               |         |
|                                                                            | Illes Verges Britàniques | Vegeu sota Regne Unit                                                                  |           |               |         |
|                                                                            | Israel                   | Biblioteca Nacional d'Israel (הספרייה הלאומית)                                         | Jerusalem | Sí            | [ 117 ] |
|                                                                            | Itàlia                   | Biblioteca Central Nacional (Florència) (Biblioteca Nazionale Centrale Firenze)        | Florència |               | [ 118 ] |
| Biblioteca Central Nacional (Roma) (Biblioteca Nazionale Centrale di Roma) | Itàlia                   | Roma                                                                                   |           | [ 119 ]       |         |
| Biblioteca Nacional Vittorio Emanuele III (Biblioteca Nazionale di Napoli) | Itàlia                   | Nàpols                                                                                 |           | [ 120 ]       |         |

### J
| País | País     | Biblioteca                               | Ciutat                        | Dipòsit legal | Font    |
| ---- | -------- | ---------------------------------------- | ----------------------------- | ------------- | ------- |
|      | Jamaica  | Biblioteca Nacional de Jamaica           | Kingston                      | Sí            | [ 122 ] |
|      | Japó     | Biblioteca Nacional de la Dieta del Japó | Tòquio and Kyoto (Kansai-kan) |               | [ 123 ] |
|      | Jersey   | Vegeu sota Regne Unit                    |                               |               |         |
|      | Jordània | Biblioteca Nacional de Jordània          | Amman                         |               | [ 124 ] |

### K
| País | País        | Biblioteca | Ciutat      | Dipòsit legal | Font    |
| ---- | ----------- | --- | ----------- | ------------- | ------- |
|      | Kazakhstan  | Biblioteca Nacional del Kazakhstan (Қазақстан Республикасының Ұлттық Кітапханасы = Национальная библиотека Республики Казахстан) | Almati      |               | [ 125 ] |
|      | Kenya       | Biblioteca Nacional de Kenya | Nairobi     | Sí            | [ 127 ] |
|      | Kiribati    | Biblioteca i Arxius Nacionals de Kiribati                                                                                        | Tarawa Sudi |               | [ 128 ] |
|      | Kosovo      | Vegeu sota Altres estats |             |               |         |
|      | Kuwait      | Biblioteca Nacional de Kuwait | Kuwait      |               | [ 129 ] |
|      | Kyrgyzistan | Biblioteca Nacional de la República de Kyrgyzistan (Кыргыз Республикасынын Улуттук Китепканасы)                                  | Bixkek      |               | [ 130 ] |

### L
| País | País          | Biblioteca | Ciutat              | Dipòsit legal | Font    |
| ---- | ------------- | --- | ------------------- | ------------- | ------- |
|      | Laos          | Biblioteca Nacional de Laos | Vientiane           |               | [ 131 ] |
|      | Letònia       | Biblioteca Nacional de Letònia (Latvijas Nacionālā bibliotēka)                                                                            | Riga                |               | [ 132 ] |
|      | Liban         | Biblioteca Nacional del Liban (المكتبة الو طنية = Bibliothèque Nationale du Liban)                                                        | Beirut              |               | [ 133 ] |
|      | Lesotho       | Biblioteca Nacional de Lesotho | Maseru              |               | [ 134 ] |
|      | Libèria       | Biblioteca Nacional de Libèria | Monròvia            |               |         |
|      | Libia         | Biblioteca Nacional de Libia | Bengasi             |               | [ 135 ] |
|      | Liechtenstein | Biblioteca Estatal de Liechtenstein (Liechtensteinische Landesbibliothek)                                                                 | Vaduz               |               | [ 136 ] |
|      | Lituània      | Biblioteca Nacional Martynas Mažvydas de Lituània (Lietuvos Nacionalinė Martyno Mažvydo biblioteka)                                       | Vilnius             |               | [ 137 ] |
|      | Luxemburg     | Biblioteca Nacional de Luxemburg (Bibliothèque nationale de Luxembourg = Lëtzebuerger Nationalbibliothéik = Nationalbibliothek Luxemburg) | Ciutat de Luxemburg |               | [ 138 ] |

### M
| País                          | País                          | Biblioteca | Ciutat          | Dipòsit legal | Font    |
| ----------------------------- | ----------------------------- | --- | --------------- | ------------- | ------- |
|                               | Macau                         | Vegeu sota China |                 |               |         |
|                               | Macedònia del Nord            | Biblioteca Nacional i Universitària "St. Kliment of Ohrid" (Национална и универзитетска библиотека „Св. Климент Охридски") | Skopje          |               | [ 139 ] |
|                               | Madagascar                    | Biblioteca Nacional de Madagascar (Bibliothèque nationale de Madagascar)                                                   | Antananarivo    |               |         |
|                               | Malawi                        | Biblioteca Nacional de Malawi                                                                                              | Lilongwe        |               | [ 140 ] |
|                               | Malàisia                      | Biblioteca Nacional de Malàisia (Perpustakaan Negara Malaysia)                                                             | Kuala Lumpur    | Sí            | [ 142 ] |
|                               | Maldives                      | Biblioteca Nacional de Maldives                                                                                            | Galolhu Malé    |               | [ 143 ] |
|                               | Mali                          | Biblioteca Nacional de Mali (Direction nationale des Bibliothèques et de la Documentation)                                 | Bamako          |               | [ 144 ] |
|                               | Malta                         | Biblioteca Nacional de Malta                                                                                               | Valletta        |               | [ 145 ] |
|                               | Illes Marshall                | Biblioteca Arxiu i Museu Nacional Alele                                                                                    | Majuro          |               | [ 146 ] |
|                               | Mauritània                    | Biblioteca Nacional de Mauritània (Bibliothèque nationale de Mauritanie)                                                   | Nouakchott      |               | [ 147 ] |
|                               | Maurici                       | Biblioteca Nacional de Maurici                                                                                             | Port Louis      |               | [ 148 ] |
|                               | Mèxic                         | Biblioteca Nacional de Mèxic                                                                                               | Ciutat de Mèxic |               | [ 149 ] |
| Hemeroteca Nacional de México | Mèxic                         | | Ciutat de Mèxic | [ 150 ]       |         |
|                               | Estats Federats de Micronèsia | |                 |               |         |
|                               | Moldàvia                      | Biblioteca Nacional de Moldàvia (Biblioteca Naţională a Republicii Moldova)                                                | Chişinău        |               | [ 151 ] |
|                               | Monaco                        | Biblioteca Louis Notari (Bibliothèque Louis Notari)                                                                        | Monaco          |               | [ 152 ] |
|                               | Mongòlia                      | Biblioteca Nacional de Mongòlia                                                                                            | Ulaan Bator     |               | [ 153 ] |
|                               | Montenegro                    | Biblioteca Nacional de Montenegro "Djurdje Crnojevic" (Национална библиотека Црне Горе "Ђурђе Црнојевић")                  | Cetinje         |               | [ 154 ] |
|                               | Marroc                        | Biblioteca Nacional del Regne del Marroc (Bibliothèque Nationale du Royaume du Maroc) (المكتبة الوطنية للمملكة المغربية)   | Rabat i Tetuan  |               | [ 155 ] |
|                               | Moçambic                      | Biblioteca Nacionl de Moçambic (Biblioteca Nacional de Moçambique)                                                         | Maputo          |               | [ 156 ] |

### N
| País                         | País         | Biblioteca                                                                            | Ciutat            | Dipòsit legal | Font    |
| ---------------------------- | ------------ | ------------------------------------------------------------------------------------- | ----------------- | ------------- | ------- |
|                              | Namibia      | Biblioteca Nacional de Namibia                                                        | Windhoek          |               | [ 157 ] |
|                              | Nauru        |                                                                                       |                   |               |         |
|                              | Nepal        | Biblioteca Nacional de Nepal                                                          | Pulchowk Lalitpur |               | [ 158 ] |
|                              | ♦ Aruba      | Biblioteca Nacional d'Aruba                                                           | Oranjestad        |               | [ 159 ] |
|                              | Nova Zelanda | Biblioteca Nacional de Nova Zelanda (Te Puna Mātauranga o Aotearoa)                   | Wellington        |               | [ 160 ] |
|                              | ♦ Illes Cook | Biblioteca i Museu Nacional de les Illes Cook (Islands Library and Museum Society)    | Rarotonga         |               | [ 161 ] |
|                              | Nicaragua    | Biblioteca Nacional de Nicaragua Rubén Darío                                          | Managua           |               | [ 162 ] |
| Biblioteca Nacional de Salud | Nicaragua    |                                                                                       | Managua           | [ 163 ]       |         |
|                              | Niger        | Direcció dels Arxius Nacionals del Niger (Direction des Archives nationales du Niger) | Niamey            |               |         |
|                              | Nigèria      | Biblioteca Nacional de Nigèria                                                        | Lagos             |               | [ 164 ] |
|                              |              |                                                                                       |                   |               |         |
|                              | Noruega      | Biblioteca Nacional de Noruega (Nasjonalbiblioteket)                                  | Oslo i Mo i Rana  |               | [ 165 ] |

### O
| País | País | Biblioteca                                 | Ciutat | Dipòsit legal | Font    |
| ---- | ---- | ------------------------------------------ | ------ | ------------- | ------- |
|      | Oman | Biblioteca Universitàrai del Sultan Qaboos | Maqat  |               | [ 166 ] |

### P
| País                                              | País             | Biblioteca                                                                                    | Ciutat           | Dipòsit legal | Font    |
| ------------------------------------------------- | ---------------- | --------------------------------------------------------------------------------------------- | ---------------- | ------------- | ------- |
|                                                   | Països Baixos    | Biblioteca Reial (Països Baixos (Koninklijke Bibliotheek, lit. "Royal Library")               | La Haia          |               | [ 167 ] |
|                                                   | Pakistan         | Biblioteca Nacional del Pakistan                                                              | Islamabad        |               | [ 168 ] |
|                                                   | Palau            | Biblioteca del Community College Palau                                                        | Koror            |               | [ 169 ] |
|                                                   | Panama           | Biblioteca Nacional de Panama                                                                 | Ciutat de Panamà |               | [ 170 ] |
|                                                   | Papua New Guinea | Biblioteca Nacional de Papua Guinea                                                           | Port Moresby     |               | [ 171 ] |
|                                                   | Paraguai         | Biblioteca Nacionial de Paraguay                                                              | Asunción         |               | [ 172 ] |
| Biblioteca Nacional de Agricultura (Paraguay)     | Paraguai         |                                                                                               | Asunción         | [ 173 ]       |         |
|                                                   | Perú             | Biblioteca Nacional del Perú                                                                  | Lima             | Sí            | [ 175 ] |
|                                                   | Polònia          | Biblioteca Nacional de Polònia [Biblioteka Narodowa]                                          | Varsòvia         |               | [ 176 ] |
| Biblioteca Jagiellonian [Biblioteka Jagiellońska] | Polònia          | Cracòvia                                                                                      |                  | [ 177 ]       |         |
|                                                   | Portugal         | Biblioteca Nacional de Portugal [National Library of Portugal or Portuguese National Library] | Lisboa           |               | [ 178 ] |

### Q
| País | País   | Biblioteca                   | Ciutat | Dipòsit legal | Font    |
| ---- | ------ | ---------------------------- | ------ | ------------- | ------- |
|      | Qatar  | Biblioteca Nacional de Qatar | Doha   |               | [ 179 ] |
|      | Quebec | Vegeu sota Canada            |        |               |         |

### R
| País                                                                                  | País            | Biblioteca | Ciutat                         | Dipòsit legal | Font    |
| ------------------------------------------------------------------------------------- | --------------- | --- | ------------------------------ | ------------- | ------- |
|                                                                                       | Regne Unit,     | Anglaterra: -- Biblioteca Britànica | London i Boston Spa (Wetherby) | Sí            | [ 180 ] |
| Escòcia: -- Biblioteca Nacional d'Escòcia ((Leabharlann Nàiseanta na h-Alba))         | Regne Unit,     | Edinburg | Sí                             | [ 77 ]        |         |
| Gal·les: -- Biblioteca Nacional de Gal·les (Llyfrgell Genedlaethol Cymru)             | Regne Unit,     | Aberystwyth | Sí                             | [ 181 ]       |         |
| Bermudes: -- Biblioteca Nacional de les Bermudes                                      | Regne Unit,     | Hamilton |                                | [ 182 ]       |         |
| Illes Verges Britàniques: -- Serveis Bibliotecaris de les Illes Verges                | Regne Unit,     | Road Town |                                | [ 183 ]       |         |
| Illa de Man: -- Biblioteca i Arxiu Nacional de l'Illa de Man (Manx National Heritage) | Regne Unit,     | Douglas |                                | [ 184 ]       |         |
| Jersey: -- Biblioteca Jersey                                                          | Regne Unit,     | Saint Helier |                                | [ 185 ]       |         |
|                                                                                       | Romania         | Biblioteca Nacional de Romania (Biblioteca Naţională a României)                                                                               | Bucarest                       |               | [ 186 ] |
|                                                                                       | Federació Russa | Biblioteca Estatal de Rússia (Российская Государственная Библиотека)                                                                           | Moscou                         |               | [ 187 ] |
| Biblioteca Nacional de Rússia (Российская Национальная Библиотека)                    | Federació Russa | Sant Petersburg |                                | [ 188 ]       |         |
| Biblioteca del President Boris Yeltsin (Президентская библиотека имени Б.Н.Ельцина)   | Federació Russa | Sant Petersburg |                                | [ 189 ]       |         |
|                                                                                       | ♦ Tatarstan     | Biblioteca Nacional de la República del Tatarstan (Татарстан Республикасы Милли китапханәсендә = Национальная Библиотека Республики Татарстан) | Kazan                          |               | [ 190 ] |
|                                                                                       | Ruanda          | Biblioteca Nacional de Rwanda (Bibliothèque nationale du Rwanda)                                                                               | Kigali                         |               | [ 191 ] |

### S
| País                                                | País                          | Biblioteca | Ciutat                 | Dipòsit legal | Font    |
| --------------------------------------------------- | ----------------------------- | --- | ---------------------- | ------------- | ------- |
|                                                     | Saint Kitts and Nevis         | Biblioteca Pública Charles A. Halbert | Basseterre             |               |         |
|                                                     | Saint Lucia                   | Biblioteca Central de Saint Lucia | Castries               |               | [ 192 ] |
|                                                     | Sant Vincent i les Grenadines | Biblioteca Pública Kingstown | Kingstown              |               | [ 193 ] |
|                                                     | Samoa                         | Biblioteca Pública Memorial Nelson | Apia                   |               |         |
|                                                     | San Marino                    | Biblioteca Nacional i Patrimoni Bibliogràfic (Biblioteca di Stato e Beni Librari)                                                                                         | San Marino             |               | [ 194 ] |
|                                                     | São Tomé i Príncipe           | Biblioteca Nacional de São Tomé i Principe | São Tomé               | Sí            | [ 195 ] |
|                                                     | Senegal                       | Biblioteca Nacional del Senegal (Bibliothèque Nationale du Sénégal, Bibliothèque des Archives nationales du Sénégal)                                                      | Dakar                  |               | [ 196 ] |
|                                                     | Sèrbia                        | Biblioteca Nacional de Serbia (Народна библиотека Србије) | Belgrad                |               | [ 197 ] |
| Biblioteca Matica Srpska (Biblioteka Matice srpske) | Sèrbia                        | Novi Sad |                        | [ 198 ]       |         |
|                                                     | Seychelles                    | Biblioteca Nacional de les Seychelles | Mahé                   |               | [ 199 ] |
|                                                     | Sierra Leone                  | Oficina Biblioteca de Sierra Leone | Freetown               |               | [ 201 ] |
|                                                     | Singapur                      | Biblioteca Nacional de Singapur (Limitat a la Biblioteca de Referència Lee Kong Chian, Publicacions SG, i secció de referència de les biblioteques públiques i regionals) | Singapore              |               | [ 202 ] |
|                                                     | Somalia                       | Biblioteca Nacional de Somalia | Mogadishu              |               | [ 38 ]  |
|                                                     | Sud Àfrica                    | Biblioteca Nacional de Sud Àfrica (Nasionale Biblioteek van Suid Afrika)                                                                                                  | Pretoria and Cape Town |               | [ 203 ] |
|                                                     | South Sudan                   | |                        |               |         |
|                                                     | Sri Lanka                     | Biblioteca Nacional de Sri Lanka | Colombo                |               | [ 204 ] |
|                                                     | República Sèrbia              | Vegeu sota Bosnia i Herzegovina |                        |               |         |
|                                                     | Sudan                         | Biblioteca del Sudan | Khartoum               |               | [ 205 ] |
|                                                     | Suriname                      | Sense servei bibliotecari disponible |                        |               | [ 206 ] |
|                                                     | Swazilàndia                   | Servei Bibliotecari Nacional de Swazilandia | Mbabane                |               | [ 207 ] |
|                                                     | Suècia                        | Biblioteca Nacional de Suècia (Kungliga biblioteket) | Stockholm              | Sí            | [ 208 ] |
|                                                     | Suissa                        | Biblioteca Nacional Suïssa (Schweizerische Nationalbibliothek = Bibliothèque nationale suisse = Biblioteca nazionale svizzera = Biblioteca naziunala svizra)              | Berna                  |               | [ 209 ] |
|                                                     | Siria                         | Biblioteca Nacional Al-Assad (مكتبة الأسد الوطنية) | Damasc                 |               | [ 210 ] |

### T
| País                                                    | País                       | Biblioteca                                                                                                | Ciutat        | Dipòsit legal | Font    |
| ------------------------------------------------------- | -------------------------- | --- | ------------- | ------------- | ------- |
|                                                         | Republic of China (Taiwan) | Vegeu sota: Altres estats                                                                                 |               |               |         |
|                                                         | Tajikistan                 | Biblioteca Nacional Firdoussi (Национальная Библиотека Республики Таджикистан имени Абулькасыма Фирдавси) | Dushanbe      |               | [ 211 ] |
|                                                         | Tanzània                   | Biblioteca Nacional Central de Tanzània (Bodi Ya Huduma Za Maktaba Tanzania)                              | Dar es Salaam |               | [ 214 ] |
|                                                         | Tatarstan                  | Vegeu sota: Russia                                                                                        |               |               |         |
|                                                         | Tailàndia                  | Biblioteca Nacional de Tailàndia (หอสมุดแห่งชาติ)                                                            | Bangkok       |               | [ 215 ] |
|                                                         | Timor Oriental             | Biblioteca Nacional de Timor Oriental (Biblioteca e Arquivo Nacional de Timor-Leste)                      | Dili          |               | [ 216 ] |
|                                                         | Togo                       | Biblioteca Nacional de Togo (Bibliothèque nationale du Togo)                                              | Lomé          |               | [ 217 ] |
|                                                         | Tonga                      | |               |               |         |
|                                                         | Trinidad i Tobago          | Biblioteca i Sistema d'Informació Nacionals de Trinidad i Tobago                                          | Port of Spain |               | [ 218 ] |
|                                                         | Tunisia                    | Biblioteca Nacional de Tunísia (Bibliothèque nationale de Tunisie = المكتبة الوطنية التونسية)             | Tunis         |               | [ 219 ] |
|                                                         | Turquia                    | Biblioteca Nacional de Turquia (Milli Kütüphane)                                                          | Ankara        |               | [ 220 ] |
| Biblioteca Nacional d'Esmirna (İzmir Milli Kütüphanesi) | Turquia                    | Esmirna                                                                                                   |               | [ 221 ]       |         |
|                                                         | Turkmenistan               | Biblioteca Nacional del Turkmenistan                                                                      | Ashgabat      |               |         |
|                                                         | Tuvalu                     | Biblioteca Nacional i Arxius de Tuvalu                                                                    | Funafuti      |               |         |
|                                                         | Txad                       | Biblioteca Nacional del Txad (Bibliothèque nationale du Tchad)                                            | N'Djamena     |               |         |
|                                                         | República Txeca            | Biblioteca Nacional de la República Txeca (Národní knihovna České republiky)                              | Praga         | Sí            | [ 224 ] |

### U
| País | País       | Biblioteca                                                                                       | Ciutat     | Dipòsit legal | Font    |
| ---- | ---------- | ------------------------------------------------------------------------------------------------ | ---------- | ------------- | ------- |
|      | Uganda     | Biblioteca Nacional d'Uganda                                                                     | Kampala    |               | [ 225 ] |
|      | Ucraina    | Biblioteca Nacional d'Ukraina Vernadsky (Національна бібліотека України імені В.І. Вернадського) | Kíiv       |               | [ 226 ] |
|      | Uruguai    | Biblioteca Nacional de l'Uruguai (Biblioteca Nacional del Uruguay)                               | Montevideo |               | [ 227 ] |
|      | Uzbekistan | Biblioteca Nacional de l'Uzbekistan                                                              | Taixkent   |               | [ 228 ] |

### V
| País | País              | Biblioteca                                                          | Ciutat            | Dipòsit legal | Font    |
| ---- | ----------------- | ------------------------------------------------------------------- | ----------------- | ------------- | ------- |
|      | Vanuatu           | Biblioteca Nacional Vanuatu                                         | Port Vila         |               | [ 229 ] |
|      | Ciutat del Vaitcà | Biblioteca Vaticana (Biblioteca Apostolica Vaticana)                | Ciutat del Vaticà |               | [ 230 ] |
|      | Veneçuela         | Biblioteca Nacional de Veneçuela (Biblioteca Nacional de Venezuela) | Caracas           |               | [ 231 ] |
|      | Vietnam           | Biblioteca Nacional del Vietnam (Thư Viện Quốc Gia Việt Nam)        | Hanoi             |               | [ 232 ] |

### X
| País | País           | Biblioteca                                | Ciutat   | Dipòsit legal | Font    |
| ---- | -------------- | ----------------------------------------- | -------- | ------------- | ------- |
|      | Xile           | Biblioteca Nacional de Xile               | Santiago | Sí            | [ 234 ] |
|      | Xipre          | Biblioteca de Xipre (Κυπριακή Βιβλιοθήκη) | Nicosia  |               | [ 235 ] |
|      | Xipre del Nord | Veure sota Altres Estats                  |          |               |         |

### Z
| País | País     | Biblioteca                              | Ciutat | Dipòsit legal | Font    |
| ---- | -------- | --------------------------------------- | ------ | ------------- | ------- |
|      | Zàmbia   | Servei Bibliotecari de Zàmbia           | Lusaka |               |         |
|      | Zimbàbue | Biblioteca i Arxiu Nacional de Zimbàbue | Harare |               | [ 236 ] |

### Altres estats
| País | País                        | Biblioteca                                                                                      | Ciutat           | Font    |
| ---- | --------------------------- | ----------------------------------------------------------------------------------------------- | ---------------- | ------- |
|      | Abkhazia                    | Biblioteca NaconalI.G. Papaskir d'Abkhazia                                                      | Sukhumi          |         |
|      | Kosovo                      | Biblioteca Nacional i Universitària de Kosovo (Biblioteka Kombëtare dhe Universitare e Kosovës) | Pristina         | [ 237 ] |
|      | Xipre del Nord              | Biblioteca Nacional de Xipre del Nord (Millî Kütüphane)                                         | Nicòsia del Nord | [ 238 ] |
|      | Republica de China (Taiwan) | Biblioteca Central Nacional de Taiwan (國家圖書館)                                              | Taipei           | [ 239 ] |

## Biblioteques estatals
Un estat instaura una biblioteca estatal per servir com a dipòsit documental d'informació per l'espai geogràfic que administra..

### Austràlia
- Biblioteca de Patrimoni de l'ACT (ACT Heritage Library), Fyshwick
- Biblioteca del Territori del Nord (Northern Territory Library), Darwin
- Biblioteca estatal de Nova Gal·les del Sud (State Library of New South Wales), Sydney
- Biblioteca estatal de Queensland (State Library of Queensland), Brisbane
- Biblioteca estatal d'Austràlia del Sud (State Library of South Australia), Adelaida
- Biblioteca estatal de Tasmània (State Library of Tasmania), Hobart
- Biblioteca estatal de Victoria (State Library of Victoria), Melbourne
- Biblioteca estatal d'Austràlia Occidental (State Library of Western Australia), Perth

### Alemanya
- Biblioteca Estatal de Baviera, (Bayerische Staatsbibliothek) Múnic
- Biblioteca Central i Regional de Berlin, (Zentral- und Landesbibliothek Berlin, o ZLB), Berlin
- Biblioteca Estatal i Universitària de Gottingen (Niedersächsische Staats- und Universitätsbibliothek Göttingen, o SUB Göttingen), Göttingen
- Biblioteca Estatal de Hesse, també coneguda com a Biblioteca Estatal de Nassu i Biblioteca Estatsl de Wiesbaden (Landesbibliothek Wiesbaden), Wiesbaden
- Biblioteca Estatal i Universitària de Saxònia (Sächsische Landesbibliothek – Staats- und Universitätsbibliothek Dresden, o SLUB Dresden), Dresden
- Biblioteca Estatal Wurtemberg (Württembergische Landesbibliothek o WLB), Stuttgart

### Índia
- Biblioteca Estatal d'Asafia, coneguda també com a Biblioteca Estatal Central de Hyderabad, Telugu: స్టేట్ సెంట్రల్ లైబ్రరీ) (Urdu: مكتبہ آصفیہ), Afzal Gunj, Hyderabad
- Biblioteca Estatal del Nord de Bengala, Cooch Behar
- Biblioteca Estatal Central de Kerala, coneguda també com a Biblioteca Pública Trivandrum, Thiruvananthapuram

### Suïssa
Els estats membres de la Confederació Suïssa són els 26 cantons de Suïssa. Les biblioteques cantonals (alemany Kantonsbibliothek, francès Bibliothèque cantonale, italià Biblioteca cantonale, romanx Biblioteca chantunala) són:
- Biblioteca Cantonal Argauer, Aargauer Kantonsbibliothek (Argòvia)
- Biblioteca Cantonal Appenzell Aussernhoden, Kantonsbibliothek Appenzell Ausserrhoden (Appenzell Ausserrhoden)
- Biblioteca Cantonal Innerhoden, Innerrhodische Kantonsbibliothek (Appenzell Inner-Rhoden)
- Biblioteca Cantonal Basilea, Kantonsbibliothek Baselland (Basilea)
- Biblioteca Universitària de Basilea, Öffentliche Bibliothek der Universität Basel, (biblioteca cantonal i universitària) (Basilea)
- Biblioteca Munstergasse, Bibliothek Münstergasse, coneguda també com_ Zentralbibliothek Bern, Stadt- und Universitätsbibliothek Bern) (Berna)
- Biblioteca Cantonal i Universitària de Friburg, Bibliothèque cantonale et universitaire de Fribourg (Friburg)
- Biblioteca de Ginebra, Bibliothèque de Genève (Ginebra)
- Biblioteca Cantonal Glamer, Glarner Landesbibliothek (Glarus)
- Biblioteca Cantonal Graubunden, Kantonsbibliothek Graubünden / Biblioteca chantunala dal Grischun / Biblioteca cantonale dei Grigioni (Grisons)
- Biblioteca Cantonal del Jura, Bibliothèque cantonale jurassienne (Jura)
- Biblioteca Central i Universitària de Lucerna, Zentral- und Hochschulbibliothek Luzern (Lucerna)
- Biblioteca Pública i Universitària de Neuchatel, Bibliothèque publique et universitaire de Neuchâtel (Neuchatel)
- Biblioteca Cantonal Nidwalden,: Kantonsbibliothek Nidwalden (Nidwalden)
- Biblioiteca Cantonal Obwalden, Kantonsbibliothek Obwalden (Obwalden)
- Biblioteca Estatal Schaffhausen, Stadtbibliothek Schaffhausen, cantonal i municipal (Schaffhausen)
- Biblioteca Cantonal Schwyz,: Kantonsbibliothek Schwyz (Schwyz)
- Biblioteca Central Solothurn, Zentralbibliothek Solothurn, cantonal i municipal, (Solothurn)
- Biblioteca Cantonal St Gallen, Kantonsbibliothek St. Gallen (St. Gallen)
- Biblioteques de Ticino: Biblioteca Cantonal de Bellinzona, Biblioteca cantonale di Bellinzona, (Bellinzona) Biblioteca Cantonal de Locarno, Biblioteca cantonale di Locarno, (Locarno) Biblioteca Cantonal de Lugano, Biblioteca cantonale di Lugano, (Lugano) Biblioteca Cantonal i del Liceo de Mendrisio, Biblioteca cantonale e del Liceo di Mendrisio (Mendrisio)
- Biblioteca Cantonal Thurgau, Kantonsbibliothek Thurgau (Turgòvia)
- Biblioteca Cantonal Uri, Kantonsbibliothek Uri (Uri)
- Mediateca Valais, Médiathèque Valais / Mediathek Wallis (Valais)
- Biblioteca Cantonal i Universitària de Lausana, Bibliothèque cantonale et universitaire de Lausanne, (Vaud)
- Biblioteca Zug, Bibliothek Zug (Zug)
- Biblioteca Central de Zurich, Zentralbibliothek Zürich, municipal, cantonal, i universitària (Zúric)